# Джабадари, Ираклий
Ираклий Джабадари (фр. Héraclius Djabadary, груз. ერეკლე ჯაბადარი; 17 октября 1891, Тифлис — 18 августа 1937, Ницца) — грузинско-французский пианист и композитор. Сын издателя и редактора Александра Джабадари, брат режиссёра Георгия Джабадари.

## Биография
С 1905 г. учился в Брюссельской консерватории у Артура Де Грефа (фортепиано) и Франсуа Огюста Геварта (теория). В 1909 г. отправился в Вену для занятий композицией под руководством Рихарда Хойбергера, одновременно совершенствуясь как пианист у Юлиуша Вольфсона. 7 марта 1913 года дебютировал в Вене как концертный пианист с Тонкюнстлероркестром под управлением Оскара Недбала, включив в программу Грузинскую рапсодию для фортепиано с оркестром собственного сочинения, имевшую шумный успех. Вернувшись ненадолго в Грузию, в 1914 году Джабадари покинул её навсегда и в дальнейшем жил во Франции, Австрии и Швейцарии. Обосновавшись в 1923 году в Париже, он дал ряд концертов, однако с 1930 года полностью оставил концертную деятельность. Умер от туберкулёза.
К наиболее важным произведениям Джабадари относятся, наряду с Грузинской рапсодией, Концерт для фортепиано с оркестром ля мажор Op. 10 (1921), «Песнь змеи» (фр. La Melopée du Serpent) для флейты с оркестром Op. 19, «Тифлисиана» для гобоя с оркестром Op. 26. Принадлежит ему и ряд камерных сочинений, а также опера «Гульнара» (1919, по Александру Казбеги).
После смерти композитора популяризацией его музыки занимался его брат Шота Джабадари, публиковавший и исполнявший в качестве дирижёра оркестровые переложения его фортепианных пьес. Возрождением интереса творчество Джабадари обязано пианисту Анри Горайебу, записавшему Грузинскую рапсодию и фортепианный концерт вместе с Симфоническим оркестром Люксембургского радио под управлением Луи де Фромана.